# Bellegarde-en-Diois
Bellegarde-en-Diois è un comune francese di 80 abitanti situato nel dipartimento della Drôme della regione dell'Alvernia-Rodano-Alpi.

## Geografia fisica
Dista circa 100 km da Valence, presenta molti rilievi montuosi, quindi il suo territorio è molto prevalentemente montuoso.

## Società

### Evoluzione demografica
Abitanti censiti